# Gert Wingårdh
Gert Bo Wingårdh (* 26. dubna 1951 Skövde) je švédský architekt.
Původně studoval uměnovědu a ekonomii, po návštěvě římského Pantheonu se rozhodl zaměřit na architekturu a v roce 1975 získal diplom na Chalmersově technické univerzitě v Göteborgu. Věnoval se interiérovému návrhářství, pracoval v kanceláři Johanna Olivegrena a v roce 1988 založil vlastní firmu Wingårdh arkitektkontor se 150 zaměstnanci. Jeho raná tvorba byla ovlivněna postmodernismem. Postupně si vypracoval vlastní expresivní styl, označovaný za moderní obdobu baroka. Ve svých projektech propojuje postupy organické architektury s využitím nejnovějších technologií, typické je pro něj využívání geometrických tvarů a výrazných barev. 
Je autorem budov švédských ambasád ve Washingtonu a Berlíně. Jeho projekt K:fem ve stockholmské čtvrti Vällingby zvítězil na festivalu architektury v Barceloně v roce 2008 v kategorii obchodních domů. K dalším proslulým Wingårdhovým dílům patří sídlo golfového klubu Öjared, muzea Müritzeum ve Waren an der Müritz a Universeum v Göteborgu, střední škola v Kungsbacka, areál firmy AstraZeneca v Mölndalu, kontrolní věž letiště Stockholm-Arlanda nebo vodárna v Helsingborgu. V roce 2011 byl podle návrhu jeho studia postaven ve Stockholmu mrakodrap Victoria Tower, který je největším hotelem ve Skandinávii. Wingårdh se věnuje také pedagogické činnosti a v roce 2007 získal mimořádnou profesuru. Ve švédské televizi moderuje pořad Husdrömmar. Je významným aktérem veřejných debat o architektuře, ačkoli jeho záliba ve výškových budovách má ve Švédsku řadu odpůrců. Šestkrát mu byla udělena Cena Kaspera Salina a v roce 2005 získal Medaili prince Evžena.

## Galerie

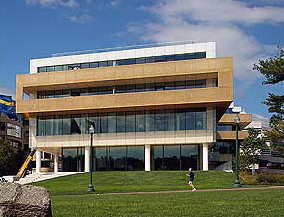
Švédský dům ve Washingtonu
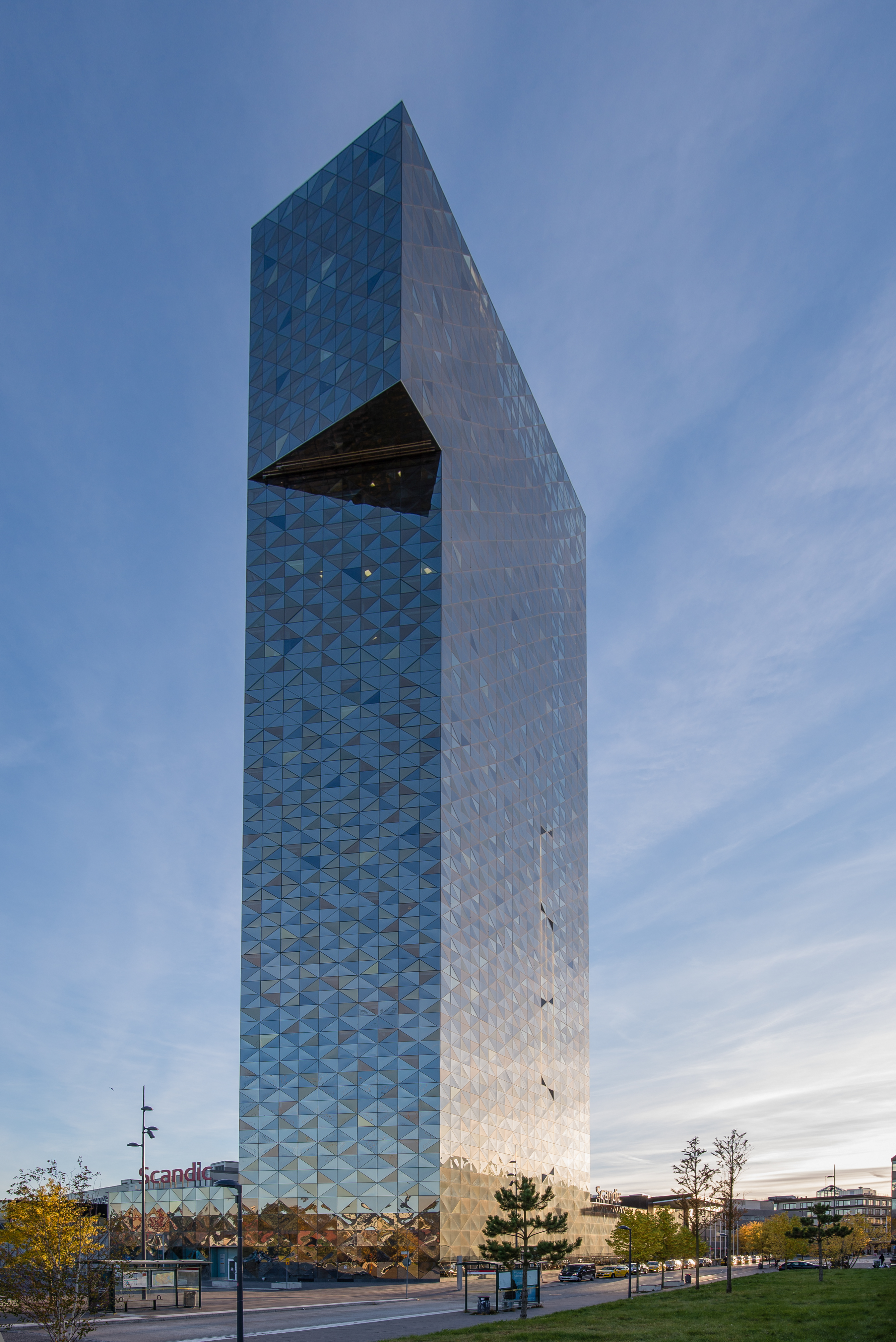
Victoria Tower
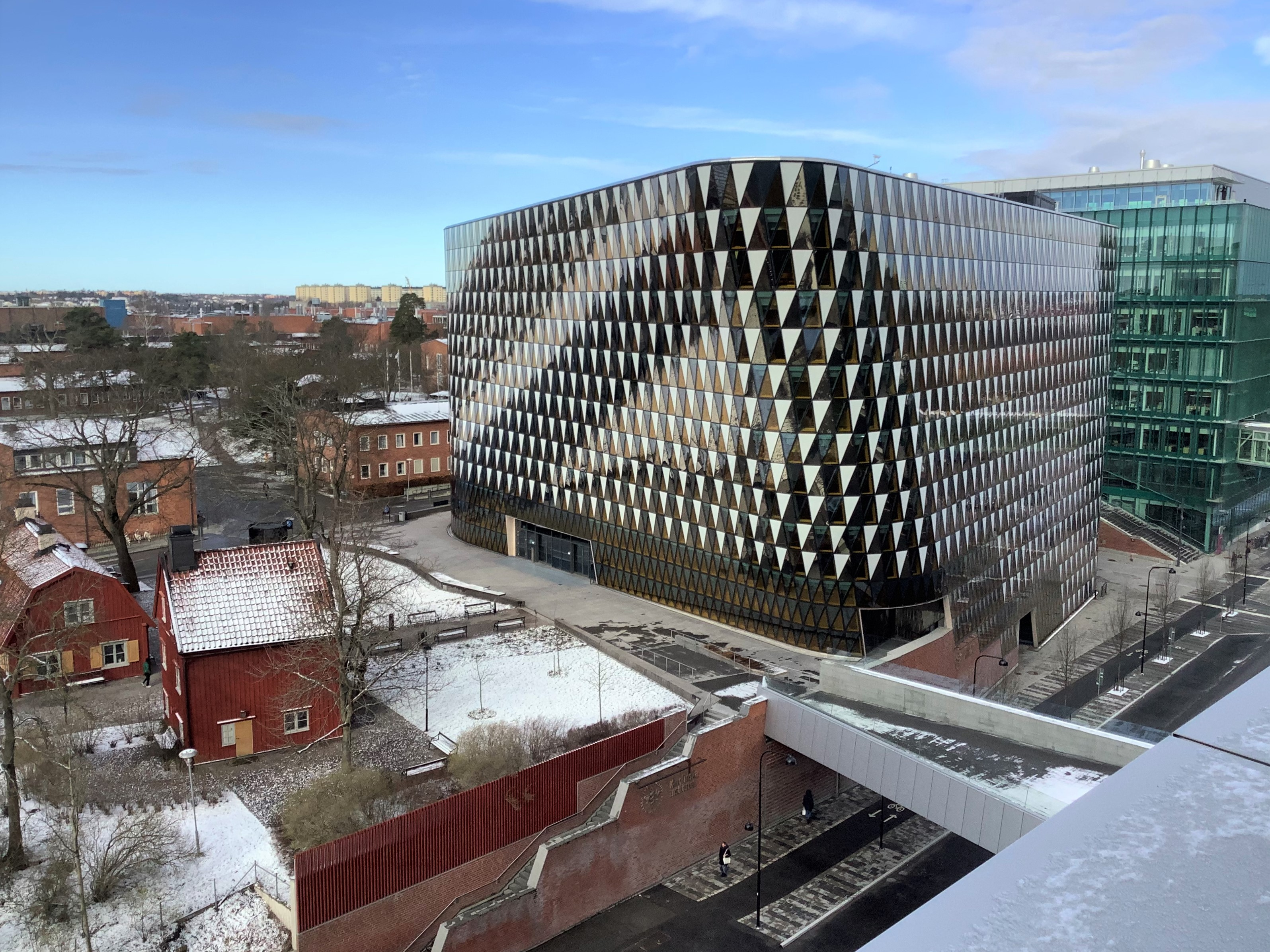
Aula Medica, Solna